# 11665 Dirichlet
11665 Dirichlet eller 1997 GL28 är en asteroid i huvudbältet som upptäcktes den 14 april 1997 av den italiensk-amerikanske astronomen Paul G. Comba vid Prescott-observatoriet. Den är uppkallad efter den tyske matematikern Johann Peter Gustav Lejeune Dirichlet.
Asteroiden har en diameter på ungefär 7 kilometer.